# フシチイシュ公国
フシチイシュ公国（ロシア語: Вщижское княжество）は、フシチイシュを首都とし、1156年から1239年にかけて存在した、チェルニゴフ公国の分領公国である。

## 歴史
12世紀前半において、公国の領域はチェルニゴフ公フセヴォロド[C]の統治下にあったが、この地は1142年にウラジーミル・ダヴィドヴィチ[A]に譲渡された。初代フシチイシュ公の座に就いたのは、ウラジーミルの子のスヴャトスラフ[B]である。
1159年、スヴャトスラフの治世にフシチイシュは、ポロツク公国、ガーリチ公国のドルジーナ隊と共に現れた、チェルニゴフ公スヴャトスラフ [F]の攻撃を受けた。都市は包囲されたが、ウラジーミル大公アンドレイ・ボゴリュブスキー の派遣した援軍によって落城を免れた。それにもかかわらず、フシチイシュ公国はチェルニゴフ公スヴャトスラフに従属することになった。1164年にチェルニゴフ公スヴャトスラフが死んだ後に、フシチイシュ公スヴャトスラフ（上記の初代フシチイシュ公）がチェルニゴフ公家の最年長者となったが、彼はチェルニゴフ公位を求めず、1167年に死ぬまでフシチイシュ公の座にあった。フシチイシュ公スヴャトスラフの死後、フシチイシュ公国はスヴャトスラフの親族や、チェルニゴフ公スヴャトスラフ [D]（上記のチェルニゴフ公スヴャトスラフとは別人）・ヤロスラフ [E]兄弟らによって分割された。なお、この分割に対して、ノヴゴロド・セヴェルスキー公オレグ[G]は不満を抱いていたと判じられている。
1238年春、モンゴルのルーシ侵攻が始まり、フシチイシュは徹底的に破壊された。なお、この出来事に関連して、フシチイシュ公ウラジーミル[H]の4人の息子が死亡したとみなす説がある。都市と公国は消滅した。13世紀の半ば以降、ヴシチジュ公国の領域はブリャンスク公国 に接収された。

## 関係者家系図（略図）
| スヴャトスラフ |

|  |  | ダヴィド |
|  |  |          |

|  |  |  |  | ウラジーミル[A]↑ |
|  |  |  |  |                  |

|  |  |  |  |  |  | スヴャトスラフ[B]↑ |
|  |  |  |  |  |  |                    |

|  |  | オレグ |
|  |  |        |

|  |  |  |  | スヴャトスラフ[F]↑ |
|  |  |  |  |                    |

|  |  |  |  |  |  | オレグ[G]↑ |
|  |  |  |  |  |  |            |

|  |  |  |  | フセヴォロド[C]↑ |
|  |  |  |  |                  |

|  |  |  |  |  |  | スヴャトスラフ[D]↑ |
|  |  |  |  |  |  |                    |

|  |  |  |  |  |  |  |  | ウラジーミル[H]↑ |
|  |  |  |  |  |  |  |  |                  |

|  |  |  |  |  |  | ヤロスラフ[E]↑ |
|  |  |  |  |  |  |                |

| ※ | ※ | ※ | ※ | ※ | ※ | 緑の四角 | 緑の四角 | 緑の四角 | 緑の四角 | 緑の四角 | 緑の四角 | はフシチイシュ公 | はフシチイシュ公 | はフシチイシュ公 | はフシチイシュ公 | はフシチイシュ公 | はフシチイシュ公 |